# Phantom Corsair

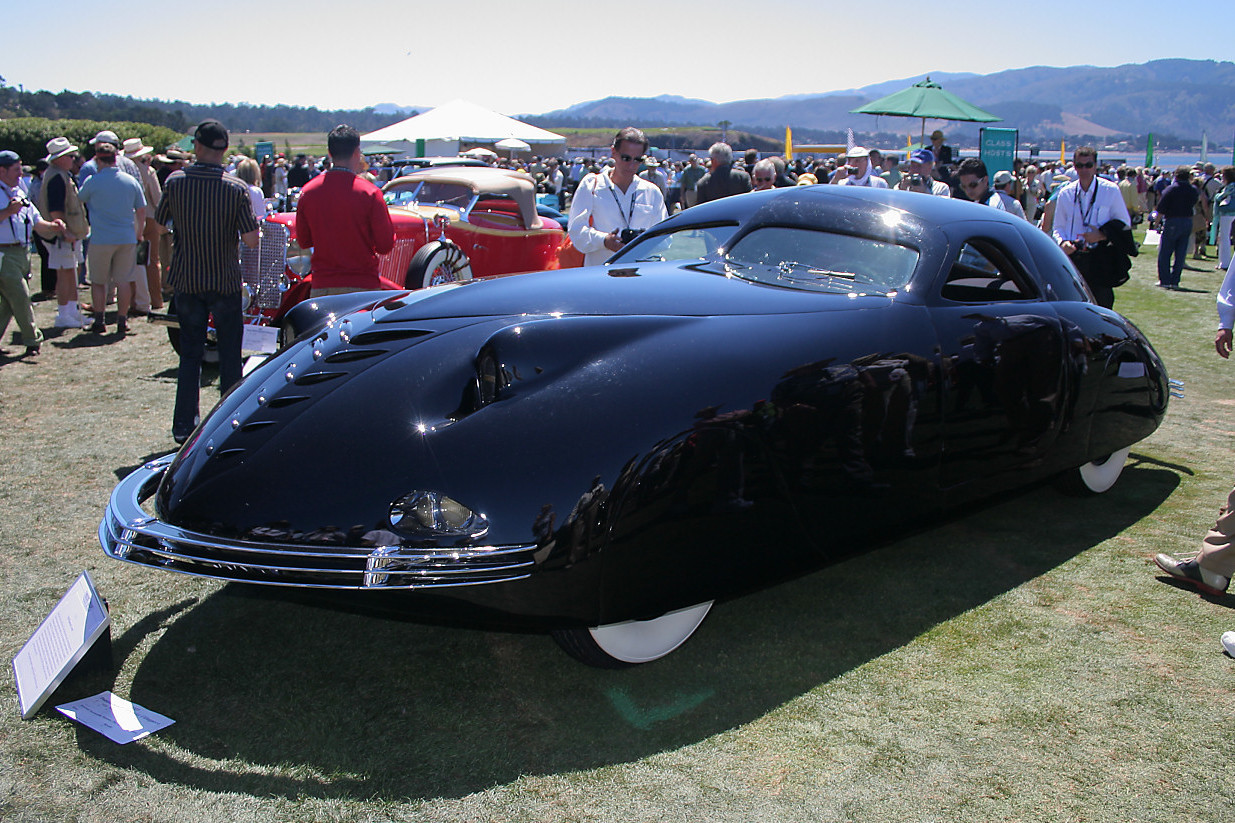
Der Phantom Corsair 2007 auf dem Pebble Beach Concours d’Elegance

Der Phantom Corsair ist ein individuell gestaltetes Konzeptfahrzeug aus dem Jahr 1937.

## Geschichte
Verantwortlich für das Fahrzeug war Rust „Rusty“ Heinz, ein Enkel von Henry John Heinz, dem Gründer der H. J. Heinz Company. Durch die Produktion und den Verkauf der Heinz-Produkte, vornehmlich Ketchup, gelangte die Familie zu erheblichem Wohlstand, der es Rust Heinz ermöglichte, das von ihm entworfene Konzept eines futuristischen Automobils zu verwirklichen. Erste Pläne gehen auf das Jahr 1933 zurück, als Heinz in Yale studierte und sein Konzeptfahrzeug auf Skizzen festhielt. Rust Heinz verließ das College 1936 ohne Abschluss und zog anschließend zu einer Tante in Pasadena, Kalifornien, wo er plante ein Design-Studio zu eröffnen. Mit dem ebenfalls in Pasadena ansässigen Karosseriebauer Bohman & Schwartz hoffte er seine Fahrzeugentwürfe zu realisieren; der Phantom Corsair sollte das Flaggschiff seiner neuen Firma werden. Die gemeinsam mit Heinz finalisierten Entwürfe wurden bei Bohman & Schwartz hauptsächlich von Maurice Schwartz, der die Form in kleineren Modellen ausarbeitete und Bill Williams, der die Karosserie schließlich anfertigte, umgesetzt. Die nicht unerheblichen Kosten des Projektes betrugen zwischen 24.000 Dollar und 35.000 Dollar. Nach Fertigstellung des Fahrzeuges im Jahr 1937 schaltete Heinz eine seitenfüllende Farbzeichnung als Werbeanzeige im Magazin Esquire und ließ den Phantom Corsair vor den Warner Brothers Studios in Burbank fotografieren. Für dieses Fotoshooting lackierte er den Wagen in beige um. Eine Serienproduktion war zu einem Stückpreis zwischen 12.500 Dollar und 14.700 Dollar geplant, wurde jedoch aufgrund des frühen Todes von Rust Heinz, der 1939 bei einem Autounfall bei Versailles nahe Pittsburgh verunglückte, nicht mehr aufgenommen. Der Phantom Corsair wurde in seiner ursprünglichen Lackierung auf der Weltausstellung 1939 in New York gezeigt. Die Teilnahme wurde noch zu Lebzeiten von Rust Heinz arrangiert.

## Beschreibung des Fahrzeugs
Der Phantom Corsair zeichnete sich insbesondere durch seine aerodynamische Karosserie aus. Die Räder waren vollverkleidet und die Linienführung des Wagens wurde weder durch Türgriffe noch durch Außenspiegel unterbrochen. Die Türen wurden per Knopfdruck elektrisch geöffnet. Das Gesamtbild des Phantom Corsair unterschied sich damit ebenso wie Erprobung des Fahrzeugs im Windkanal radikal von gängigen Automobilen seiner Zeit. Der Innenraum bot Platz für insgesamt sechs Personen, wobei vorne nebeneinander vier Personen sitzen konnten – einer links und zwei rechts vom Fahrer. Hinten gab es eine weitere Sitzreihe, die entgegen der Fahrtrichtung Platz für weitere zwei Passagiere bot.  Die Armaturentafel war von einer Vielzahl an Kontrollinstrumenten dominiert: So befand sich dort neben einem Autoradio und gängigen Anzeigen auch ein Kompass, ein Höhenmesser, eine Öltemperaturanzeige, ein Ladezustandsanzeiger der Batterie sowie ein Barometer. Der Wagen war mit einem Lycoming 4730 cm³ V8-Motor mit stehenden Ventilen ausgestattet, der eine Bruttoleistung von rund 140 kW (190 PS) lieferte und – wie auch das Fahrwerk – aus einem Cord 810 stammte. Es wurden keine leistungssteigernden Modifikationen am Motor vorgenommen, so dass sich das Fahrzeug durch das Mehrgewicht von über 300 Kilogramm trotz des geringeren Luftwiderstands im Vergleich zum Cord 810 schwerfälliger verhielt.

## Technische Daten
Für den Phantom Corsair werden folgende technische Daten überliefert:
| Kenngrößen            | Daten                                                                                       |
| Motor                 | Lycoming 8-Zylinder-V-Motor, Block aus Gusseisen, 90° Zylinderwinkel                        |
| Bohrung/Hub           | 88,9 mm × 95,25 mm                                                                          |
| Hubraum               | 4730 cm³                                                                                    |
| Verdichtung           | 6,32 : 1                                                                                    |
| Leistung              | 141 kW (193 PS) bei 4200 Umdrehungen pro Minute                                             |
| Maximales Drehmoment  | 369 Nm                                                                                      |
| Ventilsteuerung       | seitengesteuert                                                                             |
| Vergaser              | Doppel-Fallstromvergaser Stromberg                                                          |
| Rahmen                | Kastenrahmen aus Chrom-Molybdän-Stahl mit Kreuzverstrebung und vorderem Hilfsrahmen         |
| Vorderachse           | Einzelradaufhängung an Längslenkern und Querblattfeder, hydraulische Delco-Hebelstoßdämpfer |
| Hinterachse           | Starrachse mit Halbelliptikfedern, hydraulische Delco-Hebelstoßdämpfer                      |
| Bremsen               | hydraulisch mit Trommeln                                                                    |
| Räder                 | Stahlscheibenräder                                                                          |
| Reifen                | 7,00 × 16 Zoll                                                                              |
| Kupplung              | Einscheiben-Trockenkupplung                                                                 |
| Getriebe              | Teilsynchronisiertes Cord-Getriebe                                                          |
| Ganganzahl            | 4 vorwärts, 1 rückwärts                                                                     |
| Antrieb               | über Vorderachse                                                                            |
| Radstand              | 3175 mm                                                                                     |
| Spurweite             | vorne 1422 mm, hinten 1549 mm                                                               |
| Gewicht               | 2070 kg                                                                                     |
| Höchstgeschwindigkeit | 185 km/h (Herstellerangabe)                                                                 |

## Verbleib des Fahrzeugs

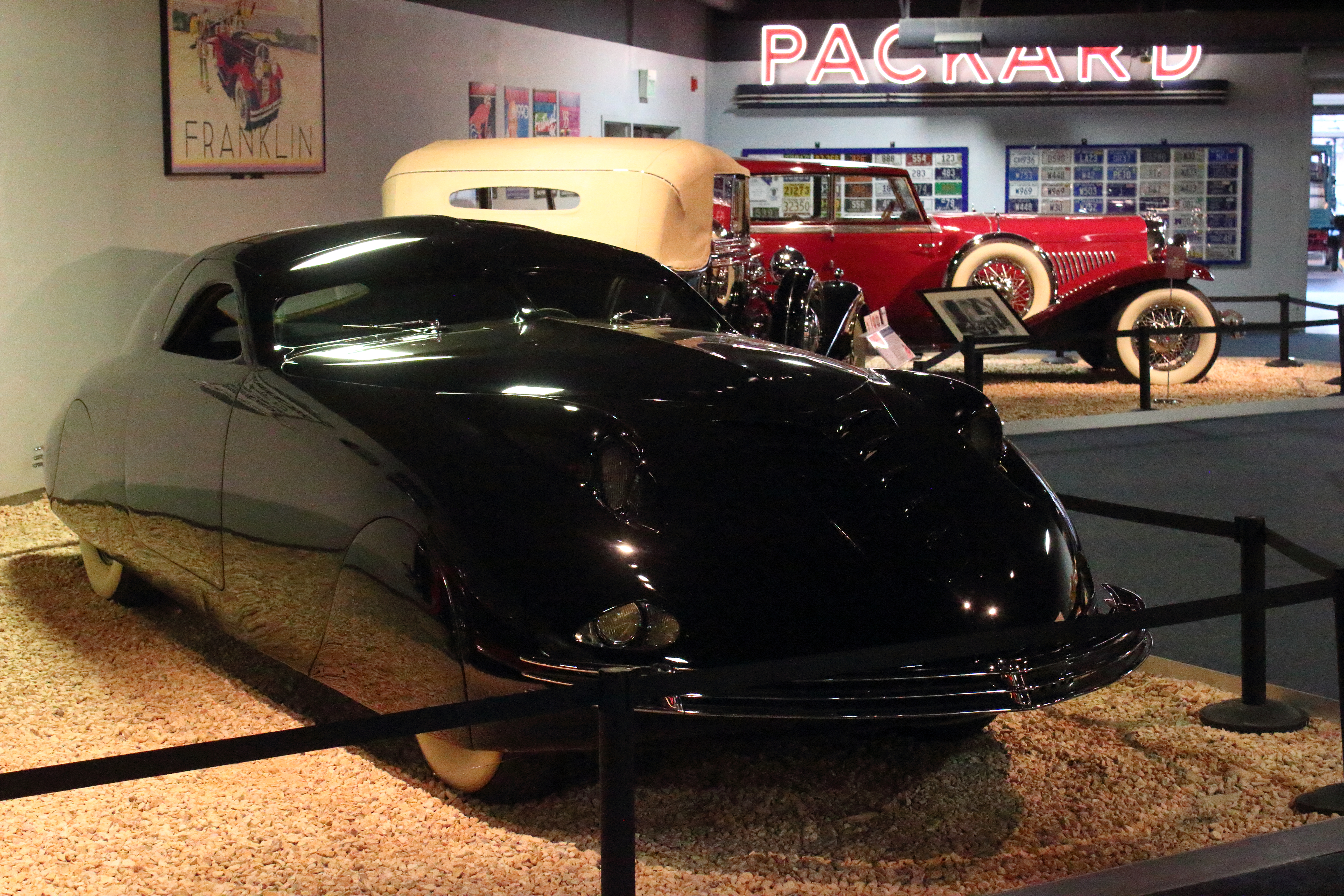
Phantom Corsair im National Automobile Museum

Nach dem Tod von Rust Heinz verblieb das Fahrzeug im Besitz der Familie Heinz, die es 1942 an einen Freund, Lou Maxon verkaufte. In den folgenden Jahren wechselte der Wagen mehrfach den Besitzer und gehörte zeitweise dem Autorennfahrer Andy Granatelli, der den Phantom Corsair in bronze-metallic umlackieren ließ. In den 1950er Jahren befand sich der Phantom Corsair im Besitz des Comedians und Automobilsammlers Herb Shriner. Dieser ließ den Designer Albrecht Graf von Goertz umfangreiche optische und technische Modifikationen am Wagen vornehmen, unter anderem um Probleme mit der Kühlung in den Griff zu bekommen, da das Fahrzeug trotz des Einsatzes zweier Lincoln-Kühler zur Überhitzung neigte. Nachdem Shriner im Jahr 1970 bei einem Verkehrsunfall ums Leben gekommen war, wurde der Phantom Corsair an Tom Barret verkauft, der ihn wiederum 1971 an William F. Harrah weiterveräußerte. Harrah ließ den ursprünglichen Zustand des Wagens wiederherstellen und behielt ihn bis zu seinem Tode in seiner Sammlung. 1979 wurde der Phantom Corsair im Rahmen einer von Roman Weyl konzipierten Ausstellung in Düsseldorf, die einige Fahrzeuge des im Vorjahr verstorbenen William Harrah enthielt, gezeigt. Bis heute befindet sich der Phantom Corsair im Bestand des National Automobile Museum in Reno, Nevada, das aus der Autosammlung Harrahs hervorging. 2006 wurde das Fahrzeug auf dem Goodwood Festival of Speed und 2007 auf dem Pebble Beach Concours d’Elegance gezeigt.

## Der Phantom Corsair in der Populärkultur
Der Phantom Corsair spielte unter dem Namen The Flying Wombat eine wichtige Rolle in dem 1938 von David O. Selznick produzierten Film The Young in Heart mit Janet Gaynor und Douglas Fairbanks junior. Das Fahrzeug wurde für diese Zwecke wieder in seiner ursprünglichen, schwarzen Farbe lackiert. Es kann davon ausgegangen werden, dass sich Rust Heinz durch den Film eine gewisse Werbewirkung für sein Fahrzeug, dessen Serienproduktion er plante, erhofft hat. Möglicherweise durch The Young in Heart inspiriert, kam ein stilisierter Nachbau des Phantom Corsair im DEFA-Film Automärchen aus 1983 vor. In den Computerspielen Mafia: The City of Lost Heaven aus 2002, L.A. Noire aus 2011 und Mafia: Definitive Edition aus 2020 fand der Phantom Corsair – teilweise in abgewandelter Form – ebenfalls Verwendung.